# Tang Weifang
Tang Weifang (en chino: 唐卫芳; 23 de junio de 1978) es una deportista china que compitió en halterofilia. Ganó cuatro medallas de oro en el Campeonato Mundial de Halterofilia entre los años 1995 y 1998.

## Palmarés internacional
| Campeonato Mundial | Campeonato Mundial     | Campeonato Mundial | Campeonato Mundial |
| Año                | Lugar                  | Medalla            | Categoría          |
| ------------------ | ---------------------- | ------------------ | ------------------ |
| 1995               | Cantón (China)         | Medalla de oro     | 70 kg              |
| 1996               | Varsovia (Polonia)     | Medalla de oro     | 70 kg              |
| 1997               | Chiang Mai (Tailandia) | Medalla de oro     | 83 kg              |
| 1998               | Lahti (Finlandia)      | Medalla de oro     | 69 kg              |